# Jurij Ihorovics Andruhovics
Jurij Ihorovics Andruhovics (Ivano-Frankivszk, 1960. március 13. –) ukrán prózaíró, költő, esszéista és műfordító.

## Életrajza
Jurij Andruhovics 1985-ben Olekszandr Irvaneccel és Viktor Neborakkal együtt alapította a Bu-Ba-Bu költői csoportot, amely a "burleszk, side-show, bohózat" (ukránul: бурлеск, балаган, буфонада) rövidítése. Jurij Andruhovics az apja Szofija Andruhovics ukrán írónőnek.
Műveit lefordították és kiadták Lengyelországban, Németországban, Kanadában, Magyarországon, Finnországban, Horvátországban (különálló könyvek), az Egyesült Államokban, Svédországban, Spanyolországban, Oroszországban, Ausztriában (különálló kiadványok).
Jurij Andruhovics műveinek idegen nyelvekre történő fordításait a következő kiadók jelentették meg: Wydawnictwo Czarne (Lengyelország), Suhrkamp Verlag (Németország), Knihovna Listů, Fra, Vĕtrné Mlyny (Csehország), BAUM, Kalligram, Absynt (Szlovákia), József Attila Kör, Ráció, Gondolat (Magyarország), Polirom, ALLFA (Románia), Klio (Szerbia), Cankarjeva Založba (Szlovénia), Fraktura (Horvátország), "Парадокс" (Bulgária), "Македонска реч" (Észak-Macedónia).

## Politikai nézetek
Andruhovics ukránul ír, és ismert ukrán- és Európa-párti nézeteiről. Interjúiban elmondta, hogy mind az ukrán, mind az orosz nyelvet tiszteli, és azt állítja, hogy ellenfelei nem értik, hogy az ukrán nyelv fennmaradása van veszélyben. A 2004-es ukrajnai elnökválasztás idején tizenegy másik íróval együtt nyílt levelet írt alá, amelyben a szovjet orosz kultúrát nevezte meg: "a popzene és a bűnözői szleng nyelve".

## Főbb művei
- Небо і площі, 1985, verseskötet
- Зліва, де серце, 1989, novellaciklus
- Середмістя, 1989, verseskötet
- Екзотичні птахи і рослини, 1991, verseskötet
- Рекреації, 1992, első regénye
- Московіада, 1993, regény
- Перверзія, 1996, regény
- Дезорієнтація на місцевості, 1999, esszékötet
- Моя Європа, 2001, Andrzej Stasiuk lengyel íróval közösen írt esszékötet
- Дванадцять обручів, 2003, regény
- Пісні для мертвого півня, 2004, verseskötet
- День смерті Пані День, 2006, az 1950-es és 1960-as évekbeli amerikai költészet ukrán fordításainak antológiája
- Диявол ховається в сирі, 2006, esszékötet
- Таємниця. Замість роману, 2007, interjúkból álló regény
- Majdan! Ukraine, Europa, 2014, esszégyűjtemény Jaroszlav Hricakkal(wd) és másokkal (németül)[5]
- Коханці юстиції, 2017, regény[6]
- Radio Night, (Радіо Ніч, 2020, regény

### Magyarul megjelent
- Rekreáció (Рекреації) – Osiris, Budapest, 1999 · ISBN 9633796962 · Fordította: Körner Gábor
- Andrzej Stasiuk · Jurij Andruhovics: Az én Európám (Моя Європа; Két esszé az úgynevezett Közép-Európáról) – Kijárat, Budapest, 2004 · ISBN 9639529206 · Fordította: Körner Gábor
- Shevchenko is OK (Esszék Ukrajnáról) – Ráció, Budapest, 2004 · ISBN 9638652551 · Fordította: Körner Gábor
- Moszkoviáda (Московіада) – Gondolat, Budapest, 2007 · ISBN 9789639610798 · Fordította: Körner Gábor
- Éj Rádió (Радіо Ніч) – Helikon, Budapest, 2024 · ISBN 978-963-479-974-0 · Fordította: Lebovics Viktória

## Díjak és kitüntetések
Irodalmi írásaiért és közéleti tevékenységéért számos hazai és nemzetközi díjat kapott, köztük a Herder-díjat (2001), az Erich Maria Remarque Békedíjat (2005), a Lipcsei Könyvdíjat az európai megértésért (2006), az Angelus-díjat (2006), a Hannah Arendt-díjat (2014) és a Goethe-érmet (2016).
A Критика és a Потяг 76 ukrán folyóiratok szerkesztőbizottságának tagja. A Zbigniew Herbert Nemzetközi Irodalmi Díj zsűritagja is.

## Fordítás
- Ez a szócikk részben vagy egészben  a   Yurii Andrukhovych című angol Wikipédia-szócikk fordításán alapul.  Az eredeti cikk szerkesztőit annak laptörténete sorolja fel. Ez a jelzés csupán a megfogalmazás eredetét és a szerzői jogokat jelzi, nem szolgál a cikkben szereplő információk forrásmegjelöléseként.